# أدولف كيرشهوف
أدولف كيرشهوف (بالألمانية: Adolf Kirchhoff) هو عالم نقائش ‏ ألماني، ولد في 6 يناير 1826 في برلين في ألمانيا، وتوفي بنفس المكان في 26 فبراير 1908.